# Cryptorchid
Cryptorchid — шоста пісня з другого студійного альбому гурту Marilyn Manson  Antichrist Superstar. Попри те, що трек не випустили синглом, він посів 20-ту сходинку чарту Німеччини. Слова, які звучать наприкінці «Cryptorchid», також можна почути в пісні «Antichrist Superstar».

## Відеокліп
Режисер: Е. Еліас Мерідж. Співрежисер: Мерілін Менсон. У 1996 р. Менсон зв'язався з Меріджем через день після того, як він переглянув експериментальний фільм Меріджа «Народжений».
Відео «Cryptorchid» містить сцени із стрічки «Народжений», а також нові сцени з участю Менсона. Кліп знято на чорно-білу плівку, кадри з фільму «Народжений» не мають сірих півтонів (присутні лише чорний та білий кольори). Внаслідок цього відео заборонили до показу на MTV.